# جاستن كارترايت
جاستن كارترايت (بالإنجليزية: Justin Cartwright)‏‏ (1945 في جنوب أفريقيا - 3 ديسمبر 2018 ) مؤلف، وروائي، وكاتب من المملكة المتحدة.

## الجوائز
- عضو رتبة الإمبراطورية البريطانية
- زميل في الجمعية الملكية للأدب

## روابط خارجية
- جاستن كارترايت على موقع IMDb (الإنجليزية)
- جاستن كارترايت على موقع قاعدة بيانات الفيلم (الإنجليزية)